# The Girl Who Wouldn't Quit
The Girl Who Wouldn't Quit è un film muto del 1918 diretto da Edgar Jones che aveva come interpreti Louise Lovely, Henry A. Barrows, Mark Fenton, Charles Hill Mailes, Gertrude Astor, William Chester, Philo McCullough.
La sceneggiatura di Doris Schroeder si basa su The Quest of Joan, racconto di James Oliver Curwood di cui non si conosce la data di pubblicazione (un'altra fonte suggerisce che il soggetto sia un romanzo della stessa Schroeder).
Il racconto di Curwood ebbe un altro adattamento cinematografico nel 1926 con il film Prisoners of the Storm, diretto da Lynn Reynolds.

## Trama
Joan Tracy - dopo che suo padre Roscoe è stato condannato per omicidio - è stata cresciuta da Robert Carter, il sovrintendente del campo minerario dov'è accaduto il delitto. Ormai adulta, la ragazza riceve un biglietto anonimo che le suggerisce di esaminare il contenuto di una cassa custodita in un magazzino. Carter si mette in allarme e tenta di comprare la cassa ad un'asta, dove, però, viene venduta a Jim Younger. Joan informa Younger e, quando Carter e i suoi rubano la scatola, il giovane riesce a recuperarla. All'interno si trovano le prove che il delitto di cui era stato incolpato Roscoe era stato in realtà commesso da Carter e da Morgan, il telegrafista del campo: i due avevano scaricato la colpa sul padre di Joan, incastrandolo con prove false. Roscoe finalmente esce di prigione e Joan sposa Younger.

## Produzione
Il film fu prodotto da Louise Lovely per l'Universal Film Manufacturing Company.

## Distribuzione
Il copyright del film, richiesto dalla Universal Film Mfg. Co., Inc., fu registrato il 13 marzo 1918 con il numero LP12179.
Distribuito dall'Universal Film Manufacturing Company, il film uscì nelle sale cinematografiche statunitensi il 13 marzo 1918.
Non si conoscono copie ancora esistenti della pellicola che viene considerata presumibilmente perduta.